# Aniello Dellacroce
Aniello John Dellacroce znany także jako Ojciec Neil i Polaczek (ur. 15 marca 1914, zm. 2 grudnia 1985) – amerykański gangster pochodzenia włoskiego, podszef nowojorskiej rodziny Gambino.

## Życiorys
Neil Dellacroce, urodzony w Nowym Jorku syn emigrantów z Wenecji Euganejskiej, był gangsterem starego typu. Głęboko wierzący w twarde zasady Cosa Nostry związał się z innym mafiosem starej daty, Carlem Gambiną. Gambino po zabójstwie Alberta Anastasii w 1957 roku uformował własną rodzinę. Krótko po tym Dellacroce został jej kapitanem, by w końcu w 1960 roku awansować na capo bastone. Zyskał sobie duży respekt wśród innych rodzin, jak również opinię bezwzględnego egzekutora. W swojej przestępczej działalności kierował się kodeksem mafii i lojalnością wobec głowy rodziny. Na przestrzeni lat stał się też mentorem przyszłego szefa rodziny Gambino, Johna Gottiego, który pełnił rolę kapitana w szeregach Gambino.
W 1976 z przyczyn naturalnych umarł Carlo Gambino i ku zdumieniu większości członków rodziny, mianował szefem swojego szwagra, Paula Castellanę. Ostatnia wola Gambiny nie spodobała się wielu wpływowym postaciom rodziny (szczególnie Gottiemu), które oczekiwały, iż szefem zostanie Dellacroce. Decyzja ta groziła rozłamem wewnętrznym, ale konflikt został zażegnany przez samego Dellacrocego oraz Castellanę, którzy doszli do porozumienia. Castellano miał pozostać głową rodziny, zaś Dellacroce pozostawał podszefem, sprawując pieczę nad „uliczną” działalnością rodziny.
Pod rządami Paula Castellany rodzina Gambino traciła swoją pozycję z każdym rokiem – szczególnie na rzecz rodziny Genovese. Coraz potężniejszy kapitan John Gotti oraz jego wspólnik Sammy Gravano, nie kryli swojej niechęci do szefa, ale ze względu na szacunek do Dellacrocego nie poczynili żadnych działań. Dellacroce pozostawał wierny kodeksowi Cosa Nostry, który zabraniał wystąpienia przeciwko głowie rodziny i nie godził się na zamach. Gotti i jego ekipa nie złamali tych rozkazów aż do jego śmierci.

## Śmierć i jej następstwa
Przez kilka lat Dellacroce zmagał się z nowotworem. Choroba ta doprowadziła ostatecznie do jego śmierci w nowojorskim szpitalu 2 grudnia 1985 roku. Zgon Dellacrocego był początkiem drogi na szczyt Johna Gottiego. Dwa tygodnie później, 16 grudnia, Paul Castellano oraz jego zaufany capo Thomas Bilotti zostali zastrzeleni przed lokalem „Sparks Steak House” na Manhattanie. Za zamachem stali John Gotti, Sammy Gravano oraz inni gangsterzy skupieni wokół ekipy Gottiego. Niedługo po tym John Gotti został nowym szefem rodziny Gambino.